# Martemian Riutin

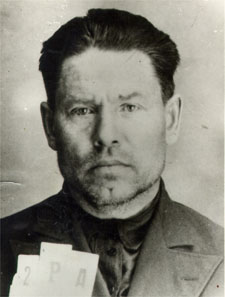
Martemian Riutin. Zdjęcie NKWD po aresztowaniu

Martemian Nikiticz Riutin (ros. Мартемьян Никитич Рютин, ur. 1 lutego?/13 lutego 1890 we wsi Wierchne-Riutino w guberni irkuckiej, zm. 10 stycznia 1937 w Moskwie) – działacz bolszewicki.

## Życiorys
W 1917 przedstawiciel Rad w Harbinie, od 1918 do 1919 dowódca okręgu wojskowego w Irkucku, od 1920 działacz partyjny w Irkucku, Dagestanie i w Moskwie.
Na XV zjeździe WKP(b) 19 grudnia 1927 wybrany zastępcą członka KC WKP(b), którym pozostawał do 26 czerwca 1930 roku. We wrześniu 1930 został pierwszy raz aresztowany i usunięty z partii wraz z młodymi bucharinowcami z tzw. "platformy Riutina", postulującej przywrócenie demokracji wewnątrzpartyjnej i przywrócenie wszystkich usuniętych uprzednio działaczy, z Trockim na czele, a także rezygnację z kolektywizacji. Wyszedł na wolność 17 stycznia 1931 i został warunkowym członkiem WKP(b) za sprawą kolegium OGPU.
W czerwcu 1932 Riutin i grupa działaczy WKP(b) niższego szczebla napisali Odezwę do wszystkich członków WKP(b). Pisano w niej o zniszczeniu wsi, upadku autentycznego planowania, rządach bezprawia i terroru sprawowanych przez niegodziwych przebiegłych ludzi bez zasad gotowych na rozkaz z góry zmienić zdanie dziesięć razy, karierowiczów, pochlebców i lokajów. Sztuka została stłamszona, prasa stała się w rękach Stalina i jego kliki monstrualną fabryką kłamstw. Odezwa stwierdzała: Stalin i jego klika nie zechcą i nie potrafią dobrowolnie oddać swoich stanowisk, muszą więc być usunięci siłą i trzeba to zrobić jak najszybciej. Odezwę pokazano najpierw młodym bucharinowcom, później przeczytali ją m.in. Grigorij Zinowiew, Lew Kamieniew i Nikołaj Ugłanow. Stalin uznał odezwę za wezwanie do zamordowania go. 23 września 1932 Riutin został ponownie wykluczony z WKP(b) i aresztowany. Stalin liczył prawdopodobnie, że OGPU dokona samodzielnie egzekucji Riutina, bez angażowania władz politycznych, to jednak przedstawiło sprawę Politbiuru WKP(b). Na forum Politbiura Siergiej Kirow wystąpił szczególnie gwałtownie przeciwko zastosowaniu kary śmierci. Co więcej przekonał do swego poglądu Politbiuro. Poza Kirowem również Sergo Ordżonikidze, Walerian Kujbyszew, Stanisław Kosior, Michaił Kalinin i Jan Rudzutak opowiedzieli się przeciwko wnioskowi Stalina o karę śmierci, który poparł tylko Łazar Kaganowicz. W konsekwencji Riutin nie został skazany na śmierć, a otrzymał karę 10 lat więzienia. Był to pierwszy przypadek, gdy Stalin został w ważnej kwestii politycznej przegłosowany w już stalinowskim Politbiurze. Porażka Stalina w tej tzw. sprawie Riutina jest uważana za jeden z głównych motywów, które popchnęły go do decyzji o rozpętaniu wielkiego terroru lat 1936-1938 i wielkiej czystki starych działaczy partii bolszewickiej (tzw. starych bolszewików). 
W listopadzie 1932 połączone plenum KC i CKK WKP(b) podjęło uchwałę o natychmiastowym wykluczeniu z partii wszystkich, którzy wiedzieli o istnieniu grupy kontrrewolucyjnej, a zwłaszcza przeczytali kontrrewolucyjne dokumenty i nie poinformowali o tym CKK i KC WKP(b) jako ukrytych wrogów partii i klasy robotniczej. W konsekwencji Zinowiew i Kamieniew zostali ponownie wykluczeni z partii i zesłani na Ural, Iwan Smirnow został aresztowany, skazany na 5 lat więzienia i osadzony w politizolatorze w Suzdalu, Ivar Smilga i Siergiej Mraczkowski skazani na pięć lat więzienia i wysłani do izolatora w Wierchnieuralsku.
W czasie "wielkiej czystki" Riutin został przewieziony do Moskwy i ponownie poddany śledztwu NKWD. Chciano wykorzystać go jako świadka w przygotowywanym na sierpień 1936 pokazowym procesie Zinowiewa, Kamieniewa i innych. Odmówił jednak współpracy z NKWD i został skazany na śmierć 10 stycznia 1937 przez Kolegium Wojskowe Sądu Najwyższego ZSRR po 25-minutowym „procesie”. Tego samego dnia rozstrzelany na miejscu w siedzibie Kolegium, nazwanej później „razstrielnym domem” ((ros.) paсстрельный дом). Jego ciało zostało skremowane w krematorium na Cmentarzu Dońskim, a prochy pochowane anonimowo.  Zrehabilitowany 13 czerwca 1988 postanowieniem plenum Sądu Najwyższego ZSRR.